# Christian Friedrich Exner
Christian Friedrich Exner (* 13. Mai 1718 in Lampertswalde; † 1. September 1798 in Dresden) war ein deutscher Baumeister.
Als Vertreter des Dresdner Rokokos machte er Karriere vom Bauaufseher beim Oberbauamt (1744), über die Position des Landbaumeisters (1752) zum Oberlandbaumeister beim Oberbauamt (1766). In diesem Jahr erhielt er die Professur an der Dresdner Kunstakademie.
Exner schuf unter anderem den Ostflügel des Taschenberg-Palais (1761–1763), leitete den Umbau am „Fürstenbergschen Haus“ (1766), wirkte gemeinsam mit Johann George Schmidt und Gottlob August Hölzer am Bau der Dresdner Kreuzkirche (1766–1768) und war bei den Umbauten am Japanischen Palais (1782) beteiligt.
Im Jahr 1788 errichtete Exner die Seitenflügel des Bergpalais von Schloss Pillnitz nach Plänen seines Amtsnachfolgers und Schwiegersohns Christian Traugott Weinlig und Johann Daniel Schade. Letztere richteten sich wiederum nach alten Plänen des Baumeisters Longuelune. In den Jahren 1789 bis 1791 folgte dann das Wasserpalais von Schloss Pillnitz.
Exner wurde auf dem Inneren Neustädter Friedhof in Dresden beerdigt.